# Eurostar

Síť vlaků Eurostar

Eurostar je mezinárodní železniční dopravce zajišťující spojení vysokorychlostními vlaky mezi Spojeným královstvím, Francií, Belgií a Nizozemskem. Společnost zahájila provoz v roce 1994 při příležitosti otevření železničního tunelu pod Lamanšským průlivem - Eurotunelu, který vlaky Eurostar při své cestě mezi Londýnem a kontinentální Evropou využívají.

## Historie
Základem pro vznik Eurostaru bylo rozhodnutí, že Eurotunel budou kromě kyvadlových vlaků Folkestone – Calais přepravujících osobní automobily, nákladní automobily a autobusy využívat také osobní a nákladní vlaky spojující vzdálenější místa. Společnosti British Rail a SNCF tak uzavřely s Eurotunelem smlouvu, že pro tento účel využijí polovinu kapacity tunelu. V roce 1987 zřídila Británie, Francie a Belgie mezinárodní projektovou skupinu, která měla vybrat vhodný typ vysokorychlostní vlakové soupravy. Díky zkušenostem s provozem vlaků TGV byla vybrána francouzská technologie, která později posloužila jako základ pro nové vlaky. Na konci roku 1989 bylo u francouzské společnosti Alstom objednáno celkem 38 vlakových souprav. První zkušební vlak Eurostar projel tunelem z Francie do Velké Británie v polovině června roku 1993.

## Provoz
Vlaky Eurostar začaly z londýnské stanice Waterloo do Paříže a Bruselu pravidelně jezdit 14. listopadu 1994. Jízdní doba byla 2:35 h do Paříže a 2:20 h do Bruselu. V září 2007 byl dokončen 2. úsek nové vysokorychlostní tratě mezi Londýnem a Eurotunelem (High Speed 1, dříve Channel Tunnel Rail Link), čímž byla jízdní doba zkrácena o 20 minut. Ve stejném roce přestaly vlaky Eurostar využívat nádraží Waterloo a přesunuly se na zmodernizované londýnské nádraží St Pancras International.
Mezi pravidelné destinace se postupem času zařadily stanice Calais, Lille a Marne-la-Vallée (Disneyland Paris), některá města v jižní Francii (Lyon, Avignon a Marseille), letoviska ve francouzských Alpách (Moûtiers, Aime-la-Plagne a Bourg-Saint-Maurice) a v dubnu 2018 také Antverpy, Rotterdam a Amsterdam. Na území Spojeného království vybrané vlaky obsluhují také stanice Ebbsfleet a Ashford.

## Vozový park

### Class 373,Eurostar e300nebo TGV TMST

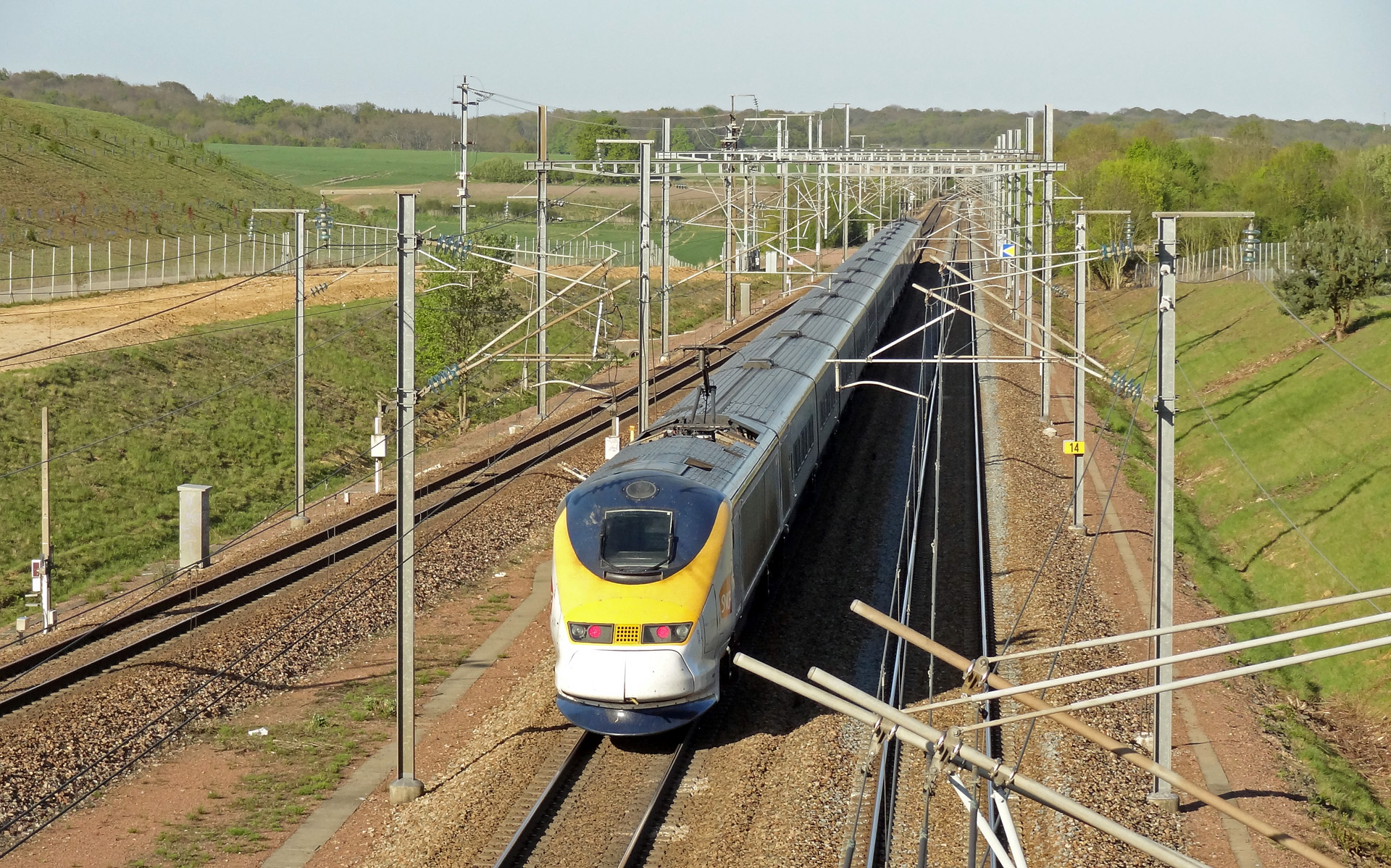
Jednotka 373 na francouzské LGV Nord

První generaci vlaků Eurostar vyráběla francouzská společnost Alstom v letech 1992-1996. Tyto tří nebo čtyřsystémové jednotky vychází z TGV a jsou s ohledem na bezpečnostní opatření související s provozem v Eurotunelu sestaveny z dvou půlvlaků: každý z nich je tvořen čtyřnápravovým hnacím (čelním) vozem a sedmi nebo devítivozovou soupravou osobních vozů s Jakobsovými podvozky a s jedním hnacím podvozkem na straně hnacího vozu. Díky tomuto uspořádání je možné v případě potřeby jednotku rozpůlit a pokračovat v jízdě s polovinou vlaku. Vyrobeno bylo celkem 38 jednotek, z toho 31 s osmnácti vloženými vozy pro mezinárodní dopravu mezi Spojeným královstvím, Francií a Belgií a 7 s čtrnácti vloženými vozy pro vnitrostátní dopravu na území Velké Británie.

### Class 374,Eurostar e320
V letech 2011-2018 vyrobila společnost Siemens pro Eurostar 17 šestnáctivozových jednotek Velaro. Jednotky byly odvozeny od vlaků ICE 3 provozovaných Deutsche Bahn a jsou stejně jako řada 373 sestaveny z dvou půlvlaků, v tomto případě osmivozových. Jednotky jsou čtyřsystémové a disponují distribuovaným pohonem - osm vozů má hnací a osm běžné nápravy.
| Řada                      | Vyrobeno ks | Počet vozů    | Kapacita    | Délka jednotky | Maximální rychlost                                            | Výkon                                          | Trakční soustavy                                                                                       | Roky výroby | Trasy                                                                                                   |
| ------------------------- | ----------- | ------------- | ----------- | -------------- | ------------------------------------------------------------- | ---------------------------------------------- | --- | ----------- | --- |
| Class 373/1 Eurostar e300 | 31          | 18 (+2 hnací) | 750 sedadel | 387 metrů      | 300 km/h 160 km/h v Eurotunelu a při napájení třetí kolejnicí | 12,2 MW (25 kV) 5,7 MW (3000 V) 3,4 MW (750 V) | 25 kV 50 Hz AC 3000 V DC 1500 V DC (pouze 5 upravených jednotek) 750 V DC (napájení z třetí kolejnice) | 1992-1996   | Londýn - Paříž Londýn - Brusel Londýn - Marne-la-Vallée Londýn - Bourg-Saint-Maurice Londýn - Marseille |
| Class 373/2               | 7           | 14 (+2 hnací) | 558 sedadel | 312 metrů      | 300 km/h 160 km/h v Eurotunelu a při napájení třetí kolejnicí | 12,2 MW (25 kV) 5,7 MW (3000 V) 3,4 MW (750 V) | 25 kV 50 Hz AC 3000 V DC 750 V DC (napájení z třetí kolejnice)                                         | 1992-1996   | v provozu u SNCF                                                                                        |
| Class 374 Eurostar e320   | 17          | 16            | 902 sedadel | 390 metrů      | 320 km/h 160 km/h v Eurotunelu                                | 16 MW                                          | 25 kV 50 Hz AC 15 kV 16,7 Hz AC 3000 V DC 1500 V DC                                                    | 2011-2018   | Londýn - Paříž Londýn - Brusel Londýn - Amsterdam                                                       |

## Spojení se s Thalys
Eurostar a Thalys odtajnili v únoru 2018 svůj plán na spojení v jednu organizaci, která by nesla název Green Speed. K tomuto spojení došlo 1. 10. 2023, ale bylo upuštěno od pojmenování Green Speed, pouze se změnil design loga. Cílem projektu je zvýšení konkurenceschopnosti vůči letadlům, podpora ekologické železniční dopravy a snížení nákladů na údržbu. Do roku 2030 plánuje Eurostar přepravovat 30 milionů cestujících ročně.

## Kolaps provozu v prosinci 2009
Vlna mrazů v prosinci 2009 způsobila kolaps železniční dopravy v tunelu pod Lamanšským průlivem v důsledku přerušení provozu vlaků Eurostar. Postiženy byly desítky tisíc cestujících. Noc z 19. na 20. prosince 2009 strávilo v tunelu v porouchaných vlacích přes dva tisíce cestujících. Příčinou problémů byl sníh a výrazný rozdíl mezi teplotou v tunelu a mimo něj. Pascal Sainson z firmy Groupe Eurotunnel S.A. uvedl, že se sníh dostával do ventilačních systémů a v tunelu po roztátí zkratoval elektrický systém motorů jednotek.
Někteří lidé byli nucení čekat přes 15 hodin zavřeni ve vlacích v zimě, bez informací, bez vody, bez jídla, bez funkční klimatizace a toalet. Francouzský europoslanec Dominique Baudis uvedl, že z porouchaných vlaků museli cestující vystupovat jedinými dveřmi ve skupinách po deseti do únikového tunelu. Poté byli odváženi druhou tunelovou rourou soupravami pro přepravu automobilů. Ve Folkestonu na britské straně tunelu čekali ještě hodinu, než mohli ze soupravy vystoupit.

## Galerie

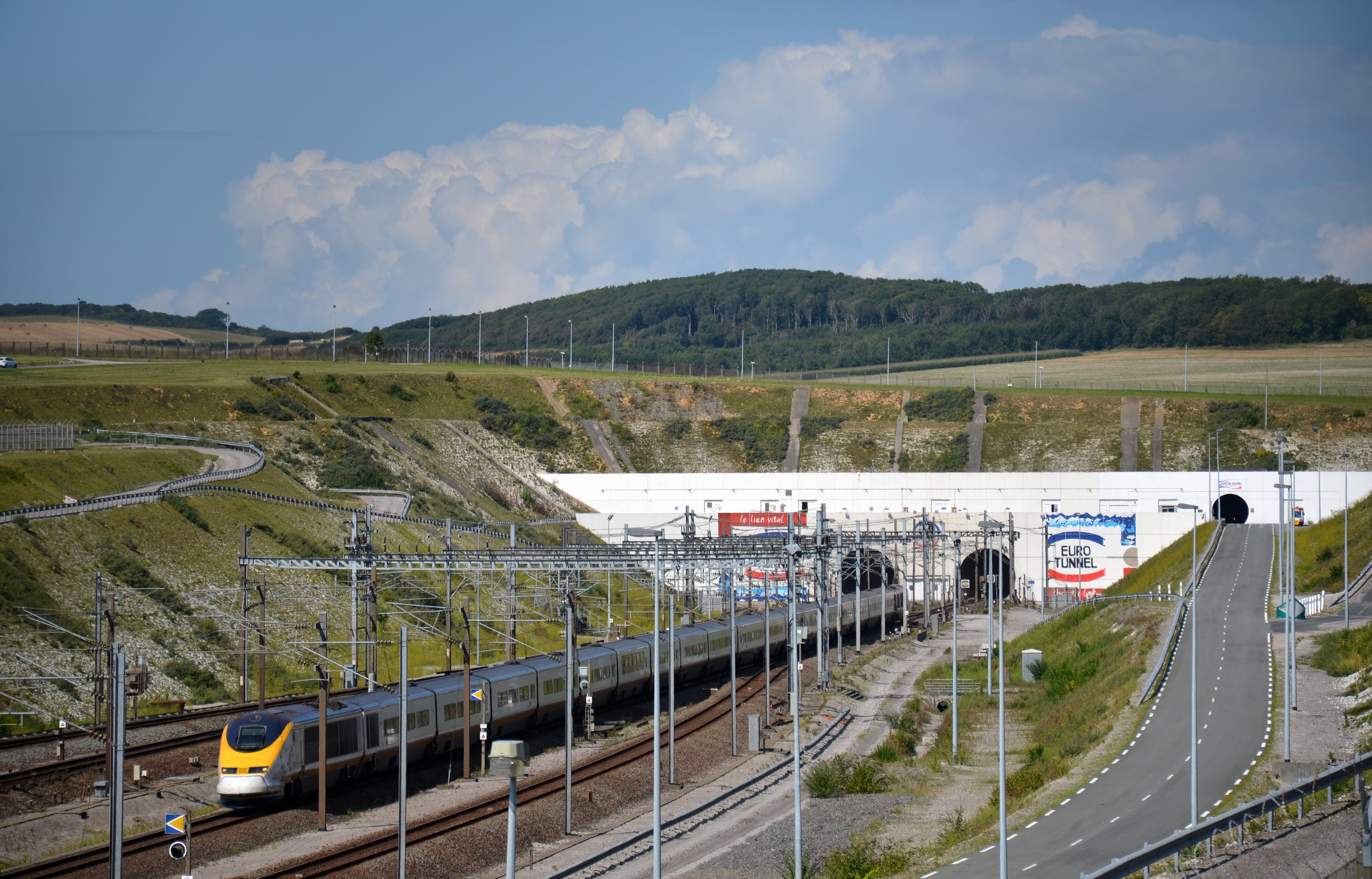
Jednotka řady 373 u vjezdu do Eurotunelu
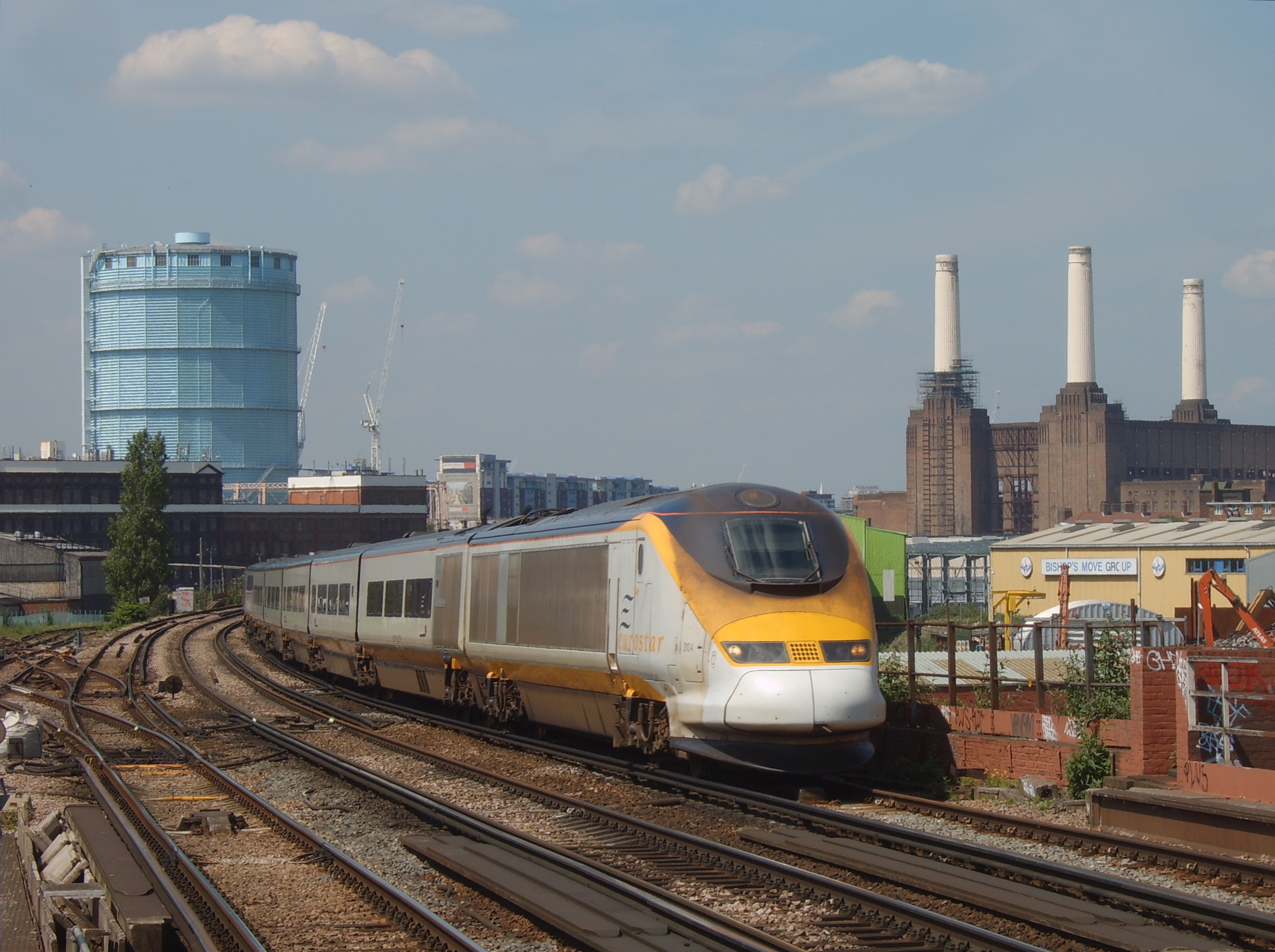
Napájení ze třetí kolejnice využívaly jednotky řady 373 při zajíždění na nádraží Waterloo v Londýně
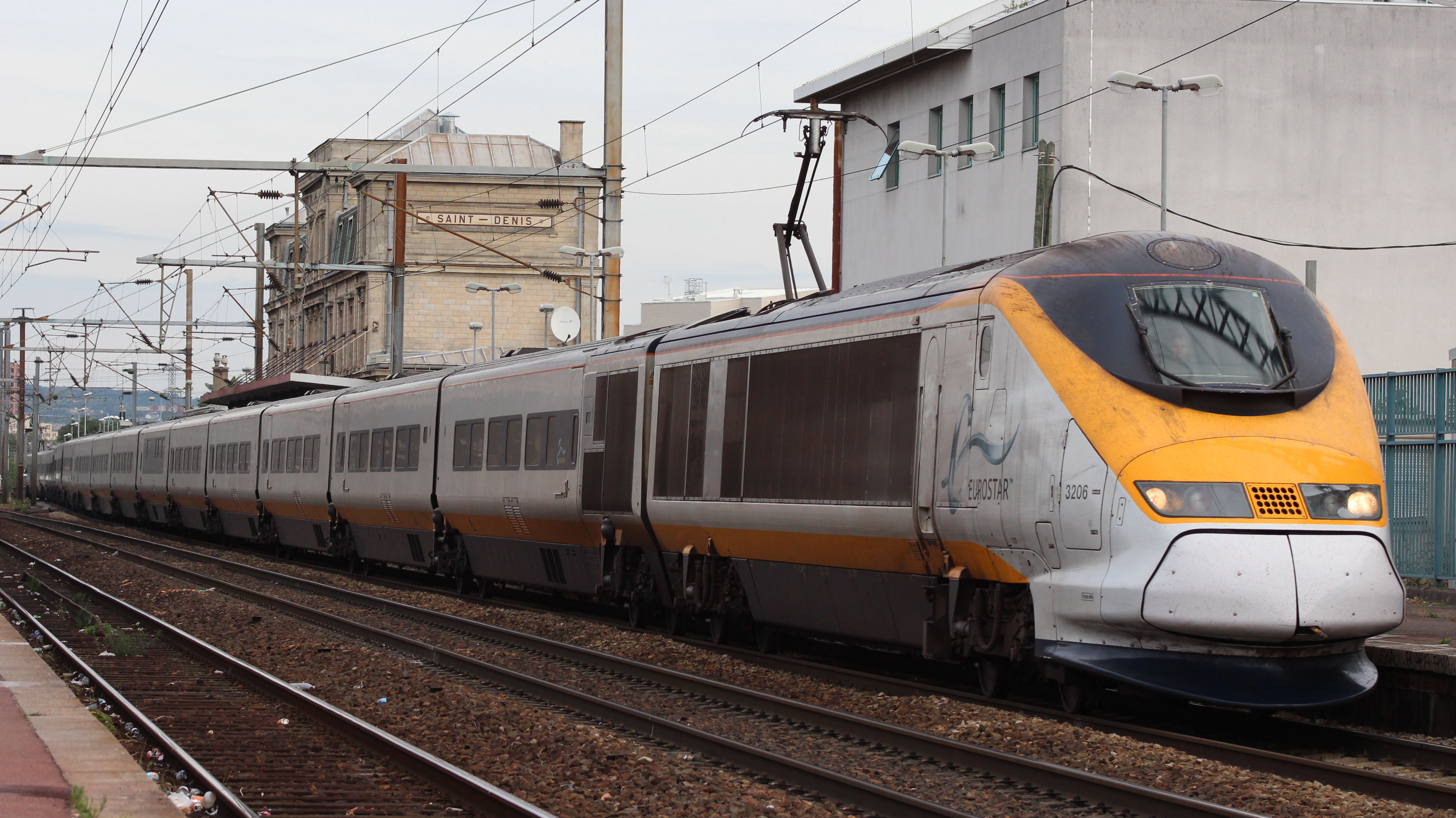
Jednotka řady 373 projíždí předměstím Paříže
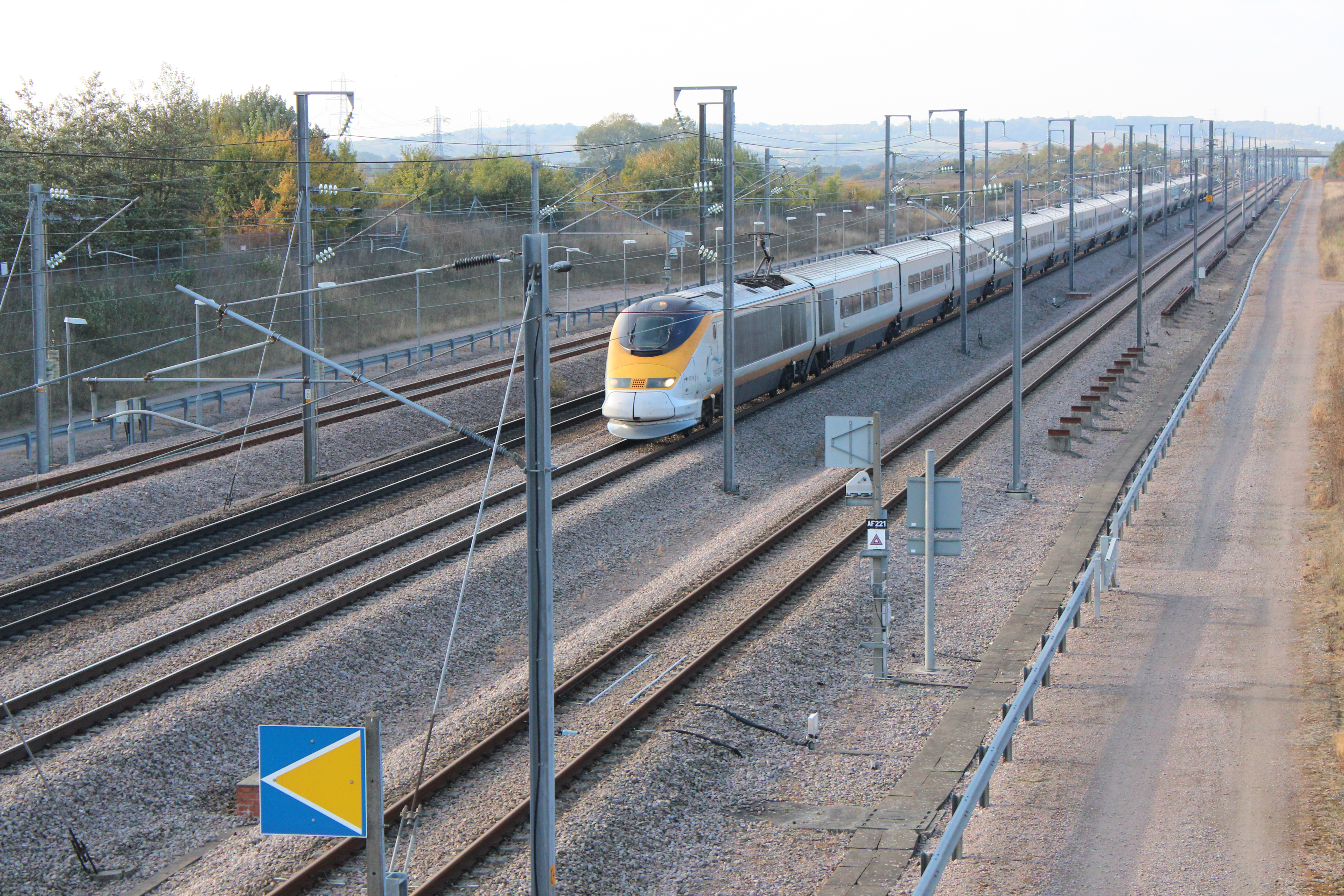
Jednotka řady 373 na vysokorychlostní trati
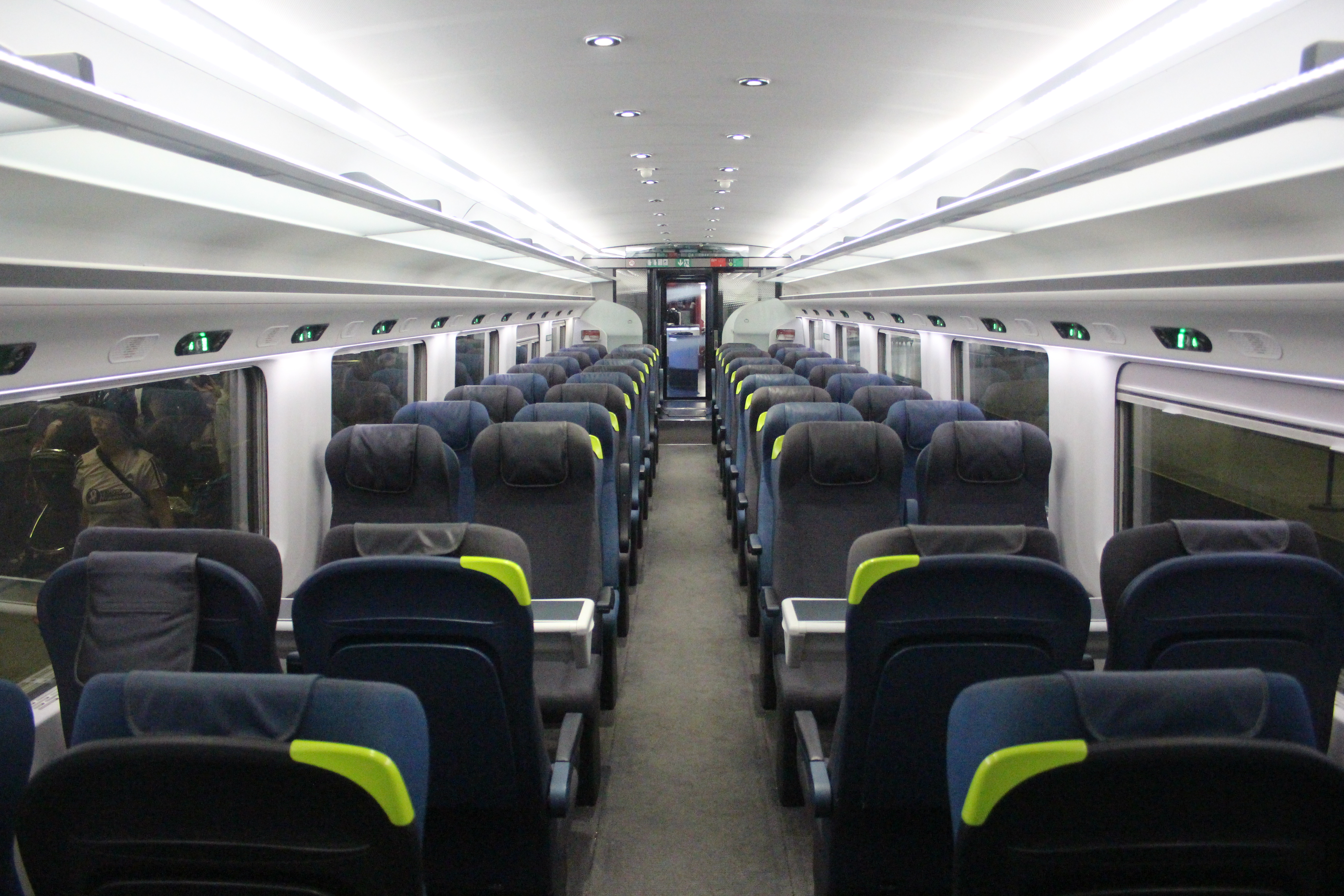
Interiér jedotky řady 373 po modernizaci
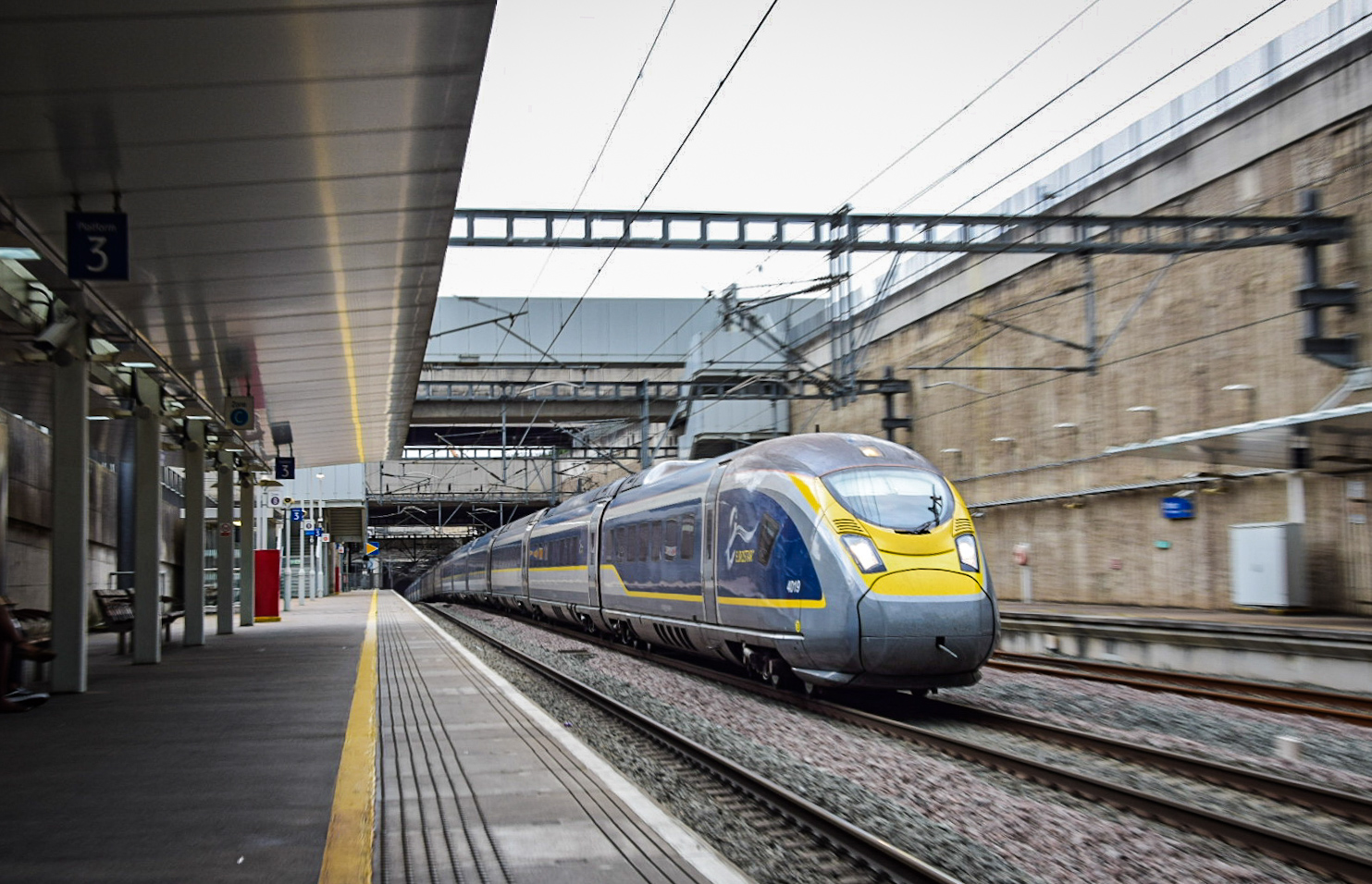
Jednotka řady 374 projíždí stanicí Stratford International
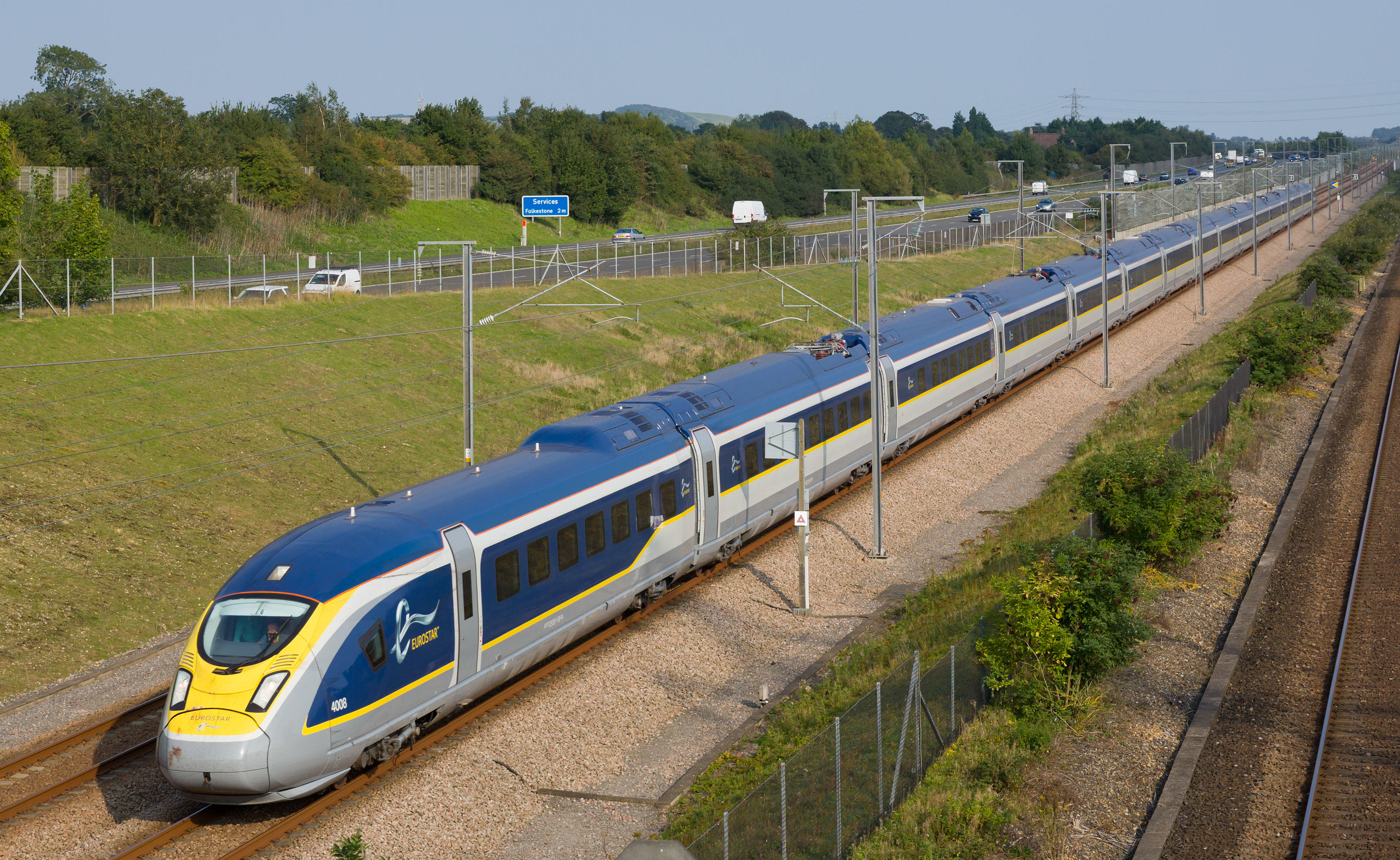
Jednotka řady 374 na britské High Speed 1